# Mia Martini (Profili musicali)
Mia Martini è un album raccolta di Mia Martini, pubblicato nel 1982 dall'etichetta Dischi Ricordi all'interno della collana '"Profili musicali", una serie di dischi pubblicati dalla Ricordi e distribuiti, a basso prezzo, tramite le edicole.

## Tracce
1. Minuetto – 4:44
2. Inno – 4:25
3. La porta socchiusa – 3:22
4. Al mondo – 5:10
5. Piccolo uomo – 4:20
6. Agapimu – 4:08
7. Dove il cielo va a finire – 5:15
8. Alba – 3:37